# Кузьмина Гребля
Кузьмина Гре́бля — село в Україні, у Христинівській міській громаді Уманського району Черкаської області. Розташоване на обох берегах річки Синиця (притока Південного Бугу) за 21 км на південний схід від міста Христинівка.

## Населення
За переписом 2001 року населення становило 1 337 осіб.

### Мовний склад
Рідна мова населення за даними перепису 2001 року:
| Мова       | Чисельність, осіб | Доля     |
| ---------- | ----------------- | -------- |
| Українська | 1 306             | 97,68 %  |
| Російська  | 23                | 1,72 %   |
| Інше       | 8                 | 0,60 %   |
| Разом      | 1 337             | 100,00 % |

## Історія
Під час Голодомору 1932—1933 років, тільки за офіційними даними, від голоду померло 116 мешканців села.

## Відомі люди
- Дубенко Степан Васильович (1930-2002) — український кінознавець.